# 北星学園創立百周年記念館
北星学園創立百周年記念館（ほくせいがくえんそうりつひゃくしゅうねんきねんかん）は、北海道札幌市中央区南4西17にある歴史的建造物。
もともとはサラ・クララ・スミスが創立した北星女学校の宣教師館として建てられたもの。設計はスイス人建築家のマックス・ヒンデル (Max Hinder) がてがけた。さっぽろ・ふるさと文化百選の一つであり、国の登録有形文化財に登録されている。

## 概要
マックス・ヒンデルにより1926年(大正15年)竣工。総面積175m2。雪が落ちやすい急勾配の屋根、南側に大きな窓を配置した採光の工夫、トタンで防寒処理をした外壁など、ヒンデルの特徴が随所に見られる。女性宣教師が滞在する住居として、現敷地内の南側に建てられていた。1989年、学校法人北星学園100周年を記念（建物名称もこれに因む）して中庭の中央に移転、建設当時の姿に修復されている。1998年(平成10年)9月2日に国の登録有形文化財に登録された。2005年3月に都市景観重要建築物等指定。北星学園女子中学高等学校の敷地内にあり、4月から10月にかけ日時限定で公開。『かぼちゃ館』で知られている。